# Летонски језик
Летонски језик (лет. latviešu valoda) је званични језик Републике Летоније и један од званичних језика Европске уније. Језик има 1,4 милиона говорника у Летонији и око 150.000 у иностранству. Услед велике имиграције у време СССР-а, данас је летонски матерњи језик за само око 60% становништва Летоније.
Летонски језик припада источно-балтичкој подгрупи балтичких језика у индоевропској језичкој породици. Само су летонски и литвански живи балтички језици.
Има алфабет из 33 слова: 
a ā b c č d e ē f g ģ h i ī j k ķ l ļ m n ņ o p r s š t u ū v z ž
(а á б ц ч д е é ф г ѓ х і ы ј к ќ л љ м н њ о п р с ш т у ý в з ж)

## Историја
Балитички језици су од изузетног значаја за лингвистику јер су задржали многе веома старе особине, за које се верује да су постојале у раним фазама праиндоевропског језика.
Летонски се као посебан језик појавио у 16. веку. Најстарији писани текстови на летонском су превод црквених химни, које је 1530. написао Николас Рам, немачки пастор у Риги.
Најближи рођаци балтичким језицима су словенски и германски језици.
У летонском језику постоје 3 дијалекта: ливонијски, латгалијански и средњи дијалект. Средњи дијалект је основа књижевног језика.

## Карактеристике
Синтакса летонског језика се развила под немачким утицајем. Постоје два граматичка рода и седам падежа: номинатив, генитив, датив, акузатив, инструментал, локатив, и вокатив (као у српском језику, на пример).
Ранији алфабет летонског био је еквивалентан немачком. Данас, летонски алфабет се састоји од 33 слова и готово потпуно је фонетски (по правилу: читај како је написано), тј. графеме одговарају морфемама.

## Пример
Молитва Господња (Оче наш) на летонском: 
```
Mūsu tēvs debesīs
Svētīts lai top tavs vārds
Lai nāk tava valstība
Tavs prāts lai notiek
kā debesīs, tā arī virs zemes 
Mūsu dienišķo maizi dod mums šodien 
Un piedod mums mūsu parādus 
kā arī mēs piedodam saviem parādniekiem 
Un neieved mūs kārdināšanā 
bet atpestī mūs no ļauna 
Jo tev pieder valstība 
spēks un gods mūžīgi 
Āmen 

```

### Основни изрази
- - Да
- - Не
- - хвала
- - Говорите ли српски?
- - Здраво